# 瀧川剛史
瀧川 剛史（たきがわ たけし、1981年8月16日 - ）は、NHKのアナウンサー。

## 来歴
奈良県奈良市出身。
近畿大学附属高等学校、早稲田大学政治経済学部を卒業。
2004年にNHKに入局。
2004年度から2007年度、NHK京都放送局で勤務。
2008年度から2010年度、NHK沖縄放送局で勤務。沖縄での番組出演については「#沖縄放送局時代（2008年度 - 2010年度）」の節で説明。
2011年、東京アナウンス室に異動。東京での番組出演については「#東京アナウンス室時代（2011年度 - 2024年7月）」の節で説明。
2024年には、新人アナウンサー研修の専任講師を担当した。また、同年8月よりNHK静岡放送局で勤務。

## 嗜好・挿話
- 好きな食べ物 : 寿司、そば、コーヒー[2]。
- 趣味、好きなこと : 熱帯魚鑑賞、読書[2]。水泳が好きだが、クロール以外はうまく泳げないとのこと。
- 心身リフレッシュ術 : プールで泳ぐ。未知の分野の本を読む[2]。
- 小学校では少年野球、中学校ではシニアリーグでプレーしていた[8]。
- 子供の頃の夢は、淡水魚と水草専門の熱帯魚屋さん。
- 1995年1月17日に発生した阪神・淡路大震災がきっかけで、中学校の卒業文集で『将来はアナウンサーになりたい』と書いていた[9]。
- 大学ではアナウンス研究会に入り発音練習もしていた[9]が、大学でジャーナリズムの授業を受け新聞社のインターンシップに参加するうちに記者の職にも興味が湧き、迷いに迷い、世界を一人旅しつつ悩みつづけ、記者の職に気持ちが傾いていたころに[9]、「NHKではアナウンサーも相当取材しているよ」と聞かされたことが転機となり[9]、NHKのアナウンサー職に応募し（面接で）迷いも含めて率直に尋ねてみた、とのこと[9]。
- アナウンサーで一番大切なのは、想像することと「アナウンサー仕事の流儀」[10]で語っていた。
- 休日には即興の創作童話を2人の娘に聞かせている[11]。
- 2019年4月1日には、当時内閣官房長官だった菅義偉氏による元号発表特番のキャスターを上原光紀と共に進行。11時40分に新しい元号が「令和」と発表された第一報を伝えた。
  - 同日にはポスト武田真一と期待されて「ニュース7」の月～金メインキャスターに就任し、2022年には林田理沙[12]（後に2025年の連続テレビ小説「あんぱん」の語りを務める）とWメインキャスター体制に移行。2023年にはメインキャスターを和久田麻由子アナウンサーに譲り、自身は進行役を担当し、担当曜日を月～木に変更。なお、この期間平成から令和にまたいで担当を続けた唯一のニュース番組キャスターであった。

## 現在の担当番組
- 静岡県のニュース
- NHKニュース たっぷり静岡（編集責任者・キャスター代行など）
- コンテンツセンターアナウンスグループ統括
- 番組統括
- ぐるっと!〜静岡〜（編集責任者）
- 静岡放送局制作番組の編集責任者
- 緊急報道（静岡放送局発）
- おはよう静岡（不定期）
- ニュースしずおか645（不定期）
- ニュースしずおか845（不定期）

## 過去の担当番組

### 京都放送局時代（2004年度 - 2007年度）
- 京都ニュース845（[いつ?]）
- 京都府のニュース・中継・リポート

### 沖縄放送局時代（2008年度 - 2010年度）
- 沖縄県のニュース
- ハイサイ!ニュース610 キャスター（2008年4月 - 2010年3月）
- NHKニュースおはよう日本 （2010年9月6日 - 10日）平野哲史の代理ニュースリーダー
- ニュース845沖縄

### 東京アナウンス室時代（2011年度 - 2024年7月）
- NHKニュースおはよう日本（キャスター：4:30 - 6:25）（2011年4月4日 - 2014年3月）
  - 番組内コーナー「けさの知りたい!」キャスター担当週以外の金曜日 7:25頃 担当
  - 森本健成の代理（2011年8月6日、7日、20日、21日、27日、28日、9月17日、2012年8月11日、12日）
- ニュース・気象情報（午前9時：あさイチ内）

※ 糸井羊司、有田雅明と3週間でのローテーション制。
- 仕事学のすすめ こうして企業は再生する（ナレーション・2011年11月）
- ワイルドライフ（ナレーション）
- カリスmama〜ママたちの美力選手権〜 司会（2013年10月 - 2014年3月）
- 第47回衆議院議員総選挙 開票速報（サブキャスター）（2014年12月14日）
- 新日本風土記（サブナレーション）※ナレーターとしては歴代最年少。
- 地方発 ドキュメンタリー ナレーション（2013年9月30日）
- ETV特集 ナレーション（2013年8月31日・2014年1月11日）
- NHKニュース7
  - サブキャスター（土曜・日曜・祝日）（2014年4月 - 2015年3月、2015年8月29日）
  - ニュースリーダー（祝日を除く月曜 - 金曜）（2017年4月3日 - 2019年3月29日）
  - メインキャスター（平日）（2019年4月1日 - 2024年3月28日）
- ニュース・気象情報（午後8時45分：土曜・日曜）キャスター（2014年4月 - 2015年3月）
- ニュース845（関東甲信越ローカル）（祝日）キャスター（2014年4月 - 2015年3月）
- 国会中継 ディレクター兼務（2014年4月 - 2015年3月）
- 英語で読む村上春樹 トニー滝谷 原文朗読（2014年10月5日 - 2015年3月22日）※原文朗読担当としては歴代最年少。
- 正午のニュース　キャスター（土曜・日曜・祝日）（2015年4月4日 - 2016年4月3日）、（祝日を除く月曜 - 金曜）（2016年4月4日 - 2019年3月29日）
  - 午後1時台、午後6時（シブ5時休止の場合）のニュースも兼務
  - 午後1時、午後3時、午後6時のニュース
  - 関東地方ローカル枠〔12:10 - 12:15〕も兼務
  - 三條雅幸の代理（2019年12月3日[13]、4日、2020年4月3日、9月16日）
- 首都圏ニュース（茨城県を除く関東地方ローカル）キャスター（2015年4月4日 - 2016年4月3日）
- 国会中継（不定期放送・ナレーション）
- NHKスペシャル
  - 緊急報告 記録的豪雨の衝撃（ナレーション・2011年9月9日）
  - 緊急報告 広島 同時多発土砂災害（キャスター・2014年8月22日）
  - 自衛隊はどう変わるのか 〜安保法施行まで3か月〜（サブナレーション・2015年12月19日）
  - 最新報告 能登半島地震 〜命の危機いまも〜（ナレーション・2024年1月5日）
  - 能登半島地震 いのちの危機をどう防ぐ（キャスター・2024年1月21日）
  - 能登半島地震1か月 限界の被災地 浮かぶ日本の“脆弱性”（キャスター・2024年2月4日）
  - ふるさと再建 見えてきた壁 〜能登半島地震 3か月〜（ナレーション・2024年4月6日）
  - 追跡“紅麹サプリ”～健康ブームの死角に迫る～（ナレーション・2024年6月9日）
- 第48回衆議院議員総選挙 開票速報  小選挙区速報担当（2017年10月22日）
- ニュース シブ5時内のニュース担当（17:30頃、18時（ニュースリーダー））
- もういちど、日本（ナレーション）※ナレーター降板扱いだが、現在も年に2回のペースでナレーション担当をしている。
- その他、国政選挙開票番組パートキャスター、政局、災害、緊急報道対応
- 第19回統一地方選挙 開票速報（メインキャスター、2019年4月7日）
- NHKニュース7
  - 青井実の代理メインキャスター（2019年5月26日、2021年7月22日、8月15日、9月25日）
  - 高井正智の代理メインキャスター（2023年7月15日 - 17日、12月29日）
- 第25回参議院議員通常選挙開票速報（メインキャスター、2019年7月21日）
- 天皇陛下「即位の礼」関連ニュース（メインキャスター、2019年）
- 第26回参議院議員通常選挙開票速報（メインキャスター）（2022年7月10日 - 11日）

### 静岡放送局時代（2024年8月 - ）
- ひるしず（編集責任者）